# Taufbecken (Gipcy)

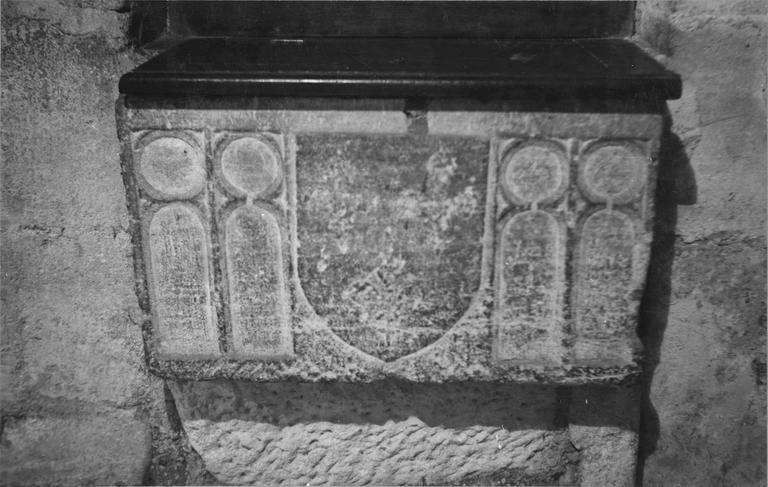
Taufbecken in Gipcy

Das Taufbecken in der Kirche St-Pierre in Gipcy, einer französischen Gemeinde im Département Allier der Region Auvergne-Rhône-Alpes, wurde im 16. Jahrhundert geschaffen. Das Taufbecken aus Stein ist seit 1963 als Monument historique in die Liste der geschützten Objekte (Base Palissy) in Frankreich aufgenommen.
Das rechteckige Becken, das in einer Mauernische eingelassen ist, wird von einem Holzdeckel geschlossen. An der Vorderseite ist ein Wappen angebracht, das rechts und links von Arkaden gerahmt wird. Das Wappen wurde vermutlich während der Revolution zerstört.